# Olaf Höckmann
Olaf Höckmann (* 10. Juli 1935 in Barth; † 17. März 2023 in Mainz) war ein deutscher Prähistoriker. Sein Hauptforschungsgebiet war die Geschichte der antiken Schifffahrt.

## Leben
Olaf Höckmann wurde in Vorpommern geboren und zog mit seiner Familie später nach Oppeln. In der Spätphase des Zweiten Weltkriegs floh seine Mutter mit ihren Kindern zunächst in die Nähe von Osnabrück, dann in die von Münster. Er legte das Abitur am Wilhelm-Hittorf-Gymnasium ab, studierte Vor- und Frühgeschichte mit den Nebenfächern Klassische Archäologie und Volkskunde und wurde 1962 an der Universität Münster mit der Dissertation Die menschengestaltige Figuralplastik der südosteuropäischen Jungsteinzeit und Steinkupferzeit zum Dr. phil. promoviert. Zum 1. Dezember 1965 wurde er Direktorialassistent am Römisch-Germanischen Zentralmuseum (RGZM) in Mainz, wo er sein gesamtes Berufsleben verbrachte und zuletzt als Oberkonservator tätig war. Im Jahr 1997 trat er wegen gesundheitlicher Probleme vorzeitig in den Ruhestand.
Er war korrespondierendes Mitglied des Deutschen Archäologischen Instituts (DAI). Eine Schenkung von Höckmann befindet sich in der Bibliothek Ur- und Frühgeschichte innerhalb der Universitätsbibliothek Leipzig.
Er war mit der Klassischen Archäologin Ursula Höckmann verheiratet, die er als Kommilitonin an der Universität Münster kennengelernt hatte.

## Wirken
Von 1981 bis 1982 war er an der Ausgrabung römischer Schiffe in Mainz beteiligt, wo zum ersten Mal ein spätantikes Flusskriegsschiff (Navis lusoria) konserviert, rekonstruiert und der Öffentlichkeit präsentiert wurde. Seitdem wandte er sich verstärkt der Schiffsarchäologie und der historischen Schifffahrt mit Schwerpunkt Antike und Prähistorie zu. Höckmann war auch in die Untersuchungen an den 1986 entdeckten römerzeitlichen Schiffe am Kastell Oberstimm eingebunden.
1985 erschien seine Monografie Antike Seefahrt. Er verfasste Beiträge in Sammelbänden wie Streifzüge durch die frühen Hochkulturen (1994), Nürnberger Blätter zur Archäologie (2001/2002) und Studien zur unteritalischen Vasenmalerei (2002). Außerdem war er Autor von Artikeln in archäologischen Fachzeitschriften wie Studia Troica, Mainzer Archäologische Zeitschrift, Archäologisches Korrespondenzblatt und International Journal of Nautical Archaeology, aber auch im Kölner Jahrbuch und in den Beiträgen zur Rheinkunde. Er war zudem Mitglied der Redaktion von Skyllis – Zeitschrift für Unterwasserarchäologie.
Höckmann hielt Vorträge bei internationalen Tagungen, an Universitäten und Museen.

## Schriften
- mit Nada Miletić: Mittelalterliche Grabmäler aus Bosnien (= Römisch-Germanisches Zentralmuseum Mainz. Ausstellungskataloge. Band 2, ZDB-ID 2220571-8). Verlag des Römisch-Germanischen Zentralmuseums (in Kommission bei Habelt), Mainz u. a. 1967.
- Die menschengestaltige Figuralplastik der südosteuropäischen Jungsteinzeit und Steinkupferzeit (= Münstersche Beiträge zur Vorgeschichtsforschung. Band 3/4, ZDB-ID 503455-3). 2 Teile, Lax, Hildesheim 1968.
- mit Ernst Sprockhoff: Die gegossenen Bronzebecken der jüngeren nordischen Bronzezeit (= Römisch-Germanisches Zentralmuseum Mainz. Kataloge vor- und frühgeschichtlicher Altertümer. Band 19, ISSN 0076-275X). Verlag des Römisch-Germanischen Zentralmuseums (in Kommission bei Habelt), Mainz u. a. 1979.
- Lanze und Speer im spätminoischen und mykenischen Griechenland. In: Jahrbuch des Römisch-Germanischen Zentralmuseums Mainz. Band 27, 1980, S. 13–158.
- Antike Seefahrt (= Beck’s archäologische Bibliothek). C. H. Beck, München 1985, ISBN 3-406-30463-X (italienische Übersetzung 1988).
- Etruskische Schiffahrt. In: Jahrbuch des Römisch-Germanischen Zentralmuseums Mainz. Band 48, 2001, S. 227–308.
- Mittelmeerschiffahrt im 2. Jahrtausend v. Chr. im Überblick. In: Laverna. Band 17, 2006, S. 1–86.
- Ein gegossenes Bronzebecken aus Münster-Gittrup. In: Ausgrabungen und Funde in Westfalen-Lippe. Band 11, 2012, S. 5–148.